# 達契亞

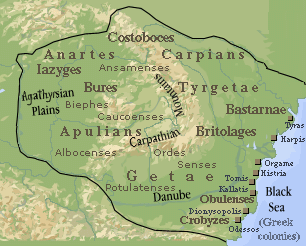
約前40年，達契亞的大致範圍。

達契亞（Dacia，/ˈdeɪʃə/，DAY-shə，拉丁語：[ˈd̪aː.ki.a]），又稱達基亞、達西亞、大夏等，是達契亞人居住的地區，其核心在外西凡尼亞，南至多瑙河，東至黑海，西至大西洋。喀爾巴阡山脈位於達契亞中部。因此，它大致相當於今天的羅馬尼亞，以及摩爾多瓦、保加利亞、塞爾維亞、匈牙利、斯洛伐克和烏克蘭的部分地區。
統一達契亞人和蓋塔人的達契亞王國存在於前82年—106年羅馬征服期間，在布雷比斯塔國王統治下達到鼎盛。由於與圖拉真皇帝的兩次戰爭，人口離散，中心城市薩爾米澤蓋圖薩雷吉亞被羅馬人摧毀，但又在40公里外重建，作為羅馬達契亞行省的首府。一群「自由達契亞人」可能一直留在羅馬帝國以外的現代羅馬尼亞北部領土上，直到民族大遷徙時期開始。該省地區被羅馬人征服，併入羅馬達契亞，從106年被征服到275年，該地區一直由羅馬人控制。

## 參见
- 古典時代
- 色雷斯人
- 達契亞語
- 史前巴爾幹神話